# El cas Heineken
El cas Heineken (títol original en anglès: Kidnapping Freddy Heineken) és una pel·lícula britànico-neerlandesa del 2015 de gènere policíac dirigida per Daniel Alfredson, basada en el segrest d'Alfred Henry Heineken el 1983. El guió, basat en el llibre de 1987 de Peter R. de Vries, va ser escrit per William Brookfield. El paper de Freddy Heineken va ser protagonitzat per Anthony Hopkins, amb Sam Worthington com Willem Holleeder, Jim Sturgess com Cor van Hout, Ryan Kwanten com a Jan Boellaard, Thomas Cocquerel com a Martin Erkamps i Mark von Eeuwen com a Frans Meijer. Ha estat doblada al català.

## Repartiment
- Anthony Hopkins: Freddy Heineken
- Sam Worthington: Willem Holleeder
- Jim Sturgess: Cor van Hout
- Ryan Kwanten: Jan Boellard
- Jemima West: Sonja Holleeder
- Thomas Cocquerel: Martin Erkamps
- Mark van Eeuwen: Frans Meijer
- David Dencik: Ab Doderer
- Billy Slaughter: Junior Agent
- Éric Godon: el polícia